# 영웅 (1988년 영화)
《영웅》(아일랜드어: Taffin)은 아일랜드에서 제작된 프란시스 메거히 감독의 1988년 영화이다. 피어스 브로스넌 등이 주연으로 출연하였고 피터 쇼 등이 제작에 참여하였다.

## 출연

### 주연
- 피어스 브로스넌 - 마크 태핀 역
- 레이 매캐널리 - 오루어크 역
- 앨리슨 두디 - 샬럿 역

### 조연
- 제러미 차일드 - 마틴 역
- 짐 바틀리 - 콘웨이 역
- 앨런 스탠퍼드 - 스프롤리 역

## 제작진
- 원작자: 린던 맬릿
- 협력프러듀서: 존 데이비스
- 미술: 윌리엄 앨리그잔더
- 배역: 존 & 로스 허버드 (부부)